# Barra de Jangada (Jaboatão dos Guararapes)
Barra de Jangada é um bairro localizado no município de Jaboatão dos Guararapes, no estado de Pernambuco, Brasil, o bairro possui cerca de 36.214 mil habitantes em 2022. O bairro também conta com as orlas da praia de mesmo nome e Candeias a leste da cidade também se ver vários, bares, pousadas e barraquinhas.
O bairro Barra de Jangada fica a 10km da Reserva do Paiva e a 4km da Praia do Amor. Nos últimos anos, a Prefeitura de Jaboatão dos Guararapes foi denunciada por moradores por ter realizado uma obra de infraestrutura alegando que a intenção era minimizar os dados alarmantes de violência no bairro, mas em vez disso teve um impacto significativo no meio ambiente, na estrada que construíram para a Polícia Militar do Estado de Pernambuco viaturas afetaram a desova de tartarugas que aproveitam a época do ano para se reproduzirem.
De acordo com a divisão regional vigente desde 2017, instituída pelo IBGE, o bairro pertence às Regiões Geográficas Intermediária e Imediata do Recife. Até então, com a vigência das divisões em microrregiões e mesorregiões, fazia parte da microrregião do Recife, que por sua vez estava incluída na mesorregião do Recife.

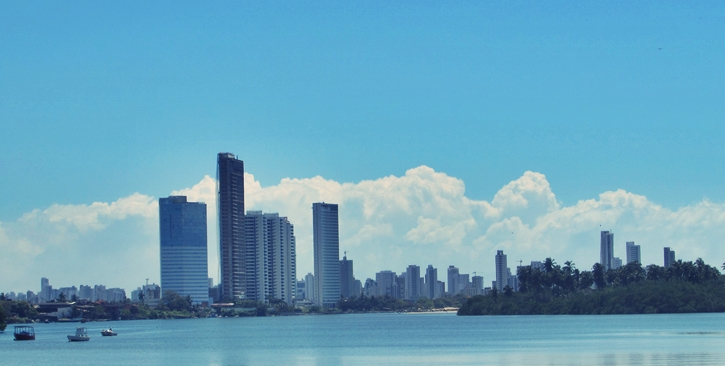
Foz do Rio Jaboatão no bairro de Barra de Jangada.